# Phaulula leefmansi
Phaulula leefmansi är en insektsart som beskrevs av Heinrich Hugo Karny 1926. Phaulula leefmansi ingår i släktet Phaulula och familjen vårtbitare. Inga underarter finns listade i Catalogue of Life.